# Festuca laxa
Festuca laxa är en gräsart som beskrevs av Nicolaus Thomas Host. Festuca laxa ingår i släktet svinglar, och familjen gräs. Inga underarter finns listade i Catalogue of Life.